# ديازونيوم

كاتيون الفينيل ديازونيوم

مركبات الديازونيوم أو أملاح الديازونيوم هي مجموعة من المركبات العضوية تتشارك في مجموعة وظيفية ذات البنية {\displaystyle R-N_{2}^{+}X^{-}} حيث R يمكن أن تكون أي جزيء عضوي مثل الألكيل أو الأريل، و X هي أي شاردة عضوية أو لاعضوية مثل الهالوجين.
وقد طورت أملاح الديازونيوم كوسيط مهم في التخليق العضوي للأصبغة.

## التحضير
تعرف عملية تحضير مركبات الديازونيوم بعملية «الديأزة» (بالإنجليزية: diazotation or diazotization)‏. وقد اكتشفها بيتر غريس سنة 1858 م، ثم اكتشف لاحقا عدة تفاعلات للمركب الجديد.
أهم طريقة في تحضير أملاح الديازونيوم هي معالجة الأمين العطري مثل الأنيلين مع نتريت الصوديوم بوجود حمض معدني. ففي المحلول المائي تكون هذه الأملاح غير مستقرة عند درجات حرارة أعلى من 5 °م، وتميل مجموعة -N+≡N لأن تضيع وتتحول إلى N2، مثل غاز النيتروجين. يمكن عزل مركبات الديازونيوم كأملاح رباعي فلور البورات المستقرة عند درجة حرارة الغرفة. مركبات الديازونيوم العادية غير معزولة وحالما تحضر يحب أن تستخدم مباشرة في التفاعلات. فمثلا، في تحضير مركب سلفونيل الأريل:

## الاستخدامات
كان أول استخدام لأملاح الديازونيوم في إنتاج النسج المصبوغ ذي الثباتية ضد الغسيل، وذلك بغمس النسيج في محلول مائي من أملاح الديازونيوم ثم محلول من المواد المساعدة على الازدواج.
إن أملاح الديازونيوم حساسة للضوء وتتفكك في الضوء قرب مجال الأشعة فوق البنفسجية. وقد استخدمت هذه الخاصية في إنتاج الملفات. ففي هذه العميلة، يغطى الورق بملح الديازونيوم، وبعد التعريض للضوء، يحول باقي الديازو إلى صباغ آزوي مستقر وذلك في محلول مائي من المادة المساعدة على الازدواج "Coupler". كما يستخدم في عملية أكثر شيوعا حيث يغطى الورق بالديازو والمادة الرابطة والحمض لمنع الازدواج، وبعد تعريض الورق للضوء، تظهر الصورة باستخدام بخار من مزيج الأمونياك والماء الذي يحفز الازدواج.